# 2002 au Manitoba
Chronologie du Manitoba
- 1998
- 1999
- 2000
- 2001
- 2002
- 2003
- 2004
- 2005
- 2006

Cette page concerne des événements d'actualité qui se sont produits durant l'année 2002 au Manitoba, une province canadienne.

## Politique
- Premier ministre : Gary Doer
- Chef de l'Opposition :
- Lieutenant-gouverneur : Peter Michael Liba (en)
- Législature :

## Événements
- 23 septembre: constitution du parc provincial du Monastère-des-Trappistes à Winnipeg.

## Décès
- 28 août : Terence Tootoo (né le 28 mars 1980 à Churchill au Manitoba au Canada - décédé à Brandon également dans le Manitoba) est un joueur professionnel de hockey sur glace. Il est connu pour être le premier joueur d'origine inuit à devenir professionnel mais ne passe qu'une saison en tant que tel avant de se suicider[1].